# Hyalinella africana
Hyalinella africana är en mossdjursart som beskrevs av Wiebach 1964. Hyalinella africana ingår i släktet Hyalinella och familjen Plumatellidae. Inga underarter finns listade i Catalogue of Life.